# Potaissa
L'antica fortezza legionaria di Potaissa sorgeva nei pressi dell'odierna Turda, situata nel distretto di Cluj in Romania, alle spalle del settore strategico del Limes Porolissensis, a protezione contro le popolazioni dei Buri, Vandali, Daci liberi ad ovest, dei Bastarni, Carpi e Costoboci a nord-est.

## Storia
Si tratta dell'antica fortezza legionaria di Potaissa dove era stata insediata a partire dal 168 la Legio V Macedonica sotto Marco Aurelio durante il periodo delle guerre marcomanniche, che si protrasse fino al principato di Commodo. Vi sarebbero poi delle iscrizioni della legio XIII Gemina che qui soggiornò in un periodo imprecisato.
Dopo circa un intero ventennio di guerre, tornò la calma lungo questo tratto di limes fino al principio del III secolo, quando nel 213 sono da attribuirsi alcune iscrizioni di un interprete dace, rinvenute a Brigetio, che sembrano conseguenti a possibili spedizioni punitive contro i Daci liberi del Banato, compresi tra la Pannonia inferiore ad occidente e la Dacia ad oriente. E sempre a quest'anno sarebbero da attribuire anche due altre incursioni in Dacia e in Pannonia inferiore, lungo il tratto danubiano attorno ad Aquincum, ad opera di Carpi e Vandali..
Le continue invasioni da parte delle genti barbare per oltre un quarantennio, costrinsero l'imperatore Gallieno ad evacuare l'intera area settentrionale della provincia delle Tre Dacie dal 256 con l'arretramento dell'intero settore del limes porolissensis.

## Archeologia del sito

Planimetria dell'accampamento di Potaissa
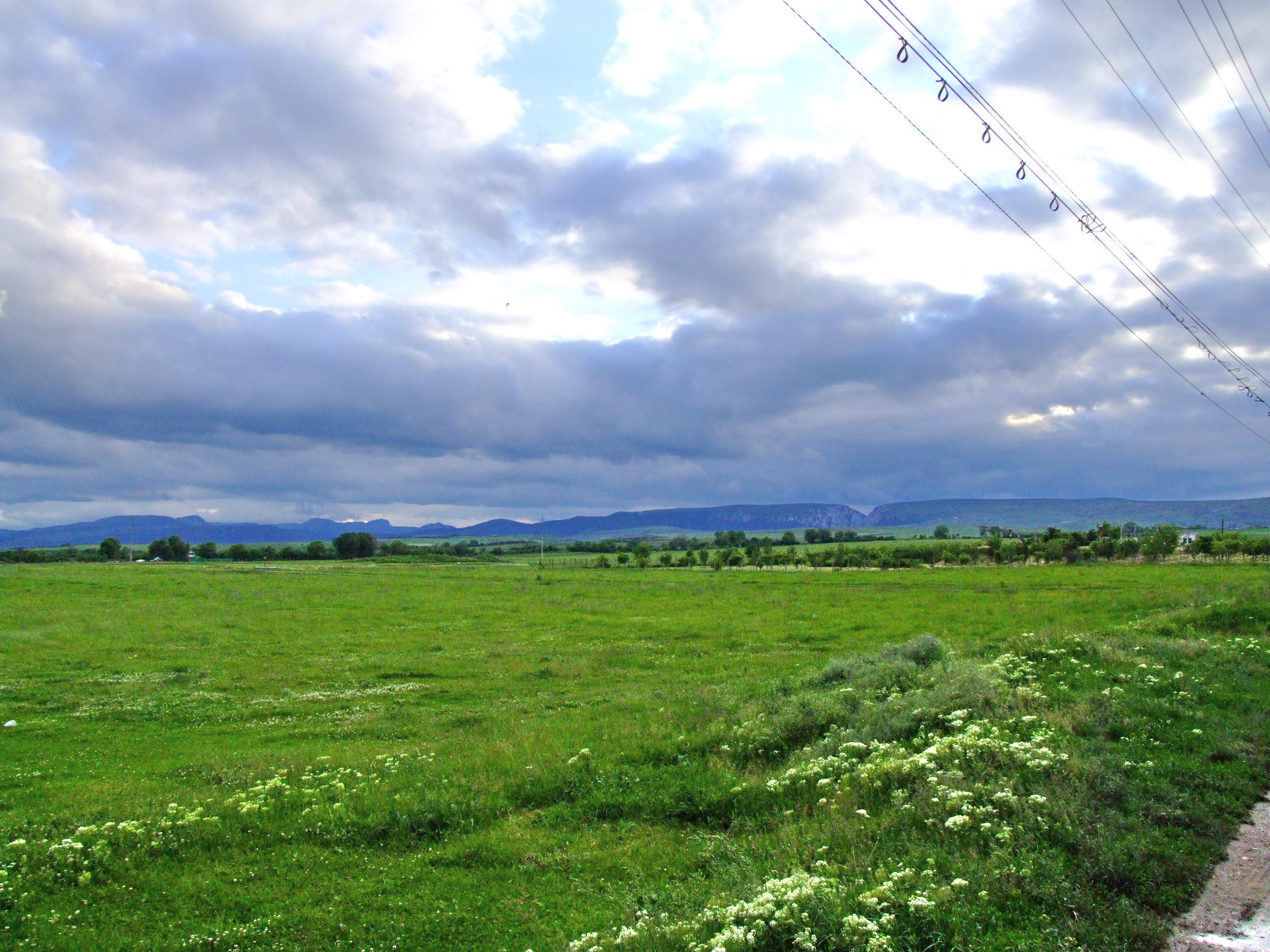
Piana dove sorge il castrum
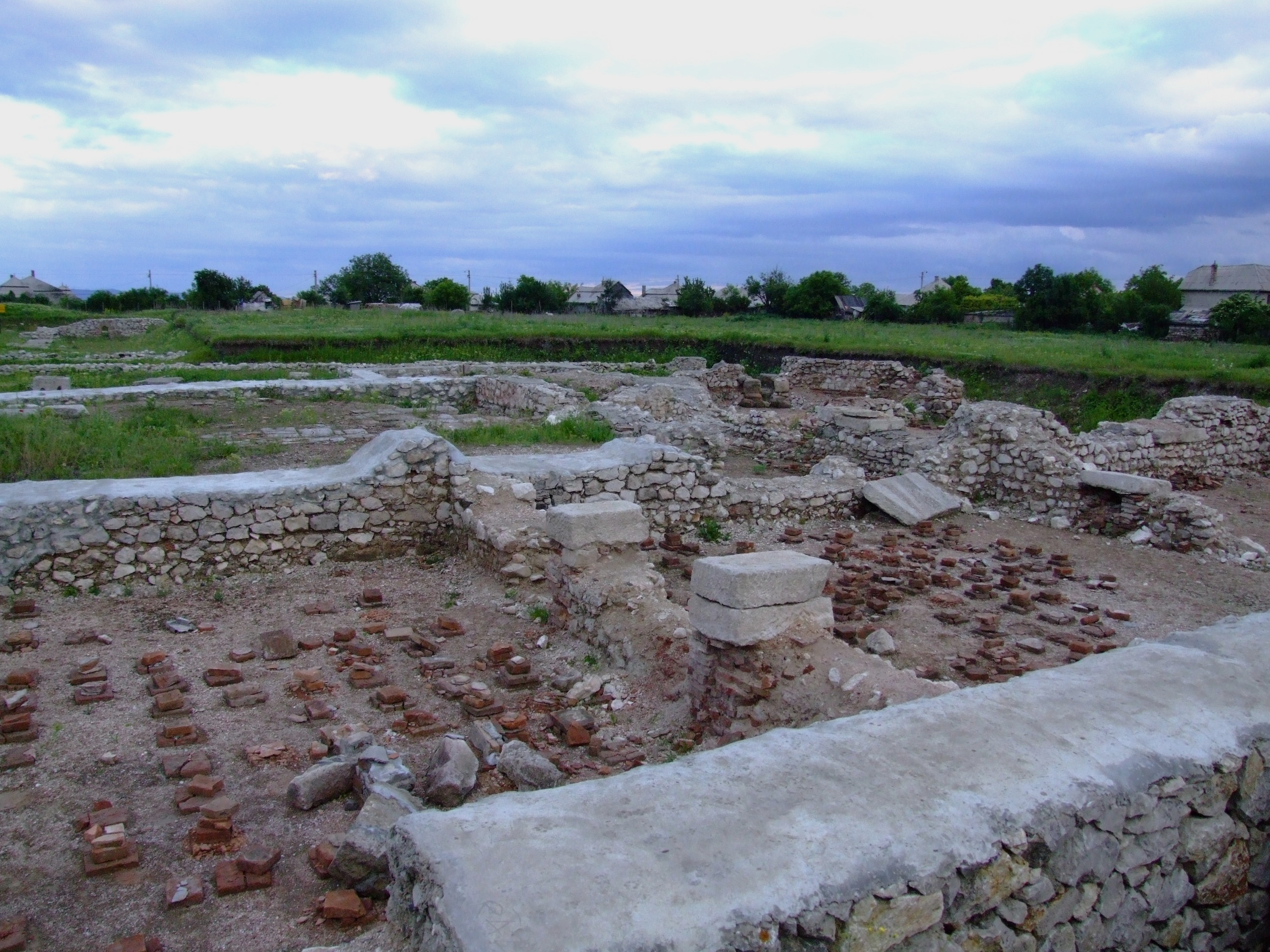
Le Terme romane della fortezza legionaria
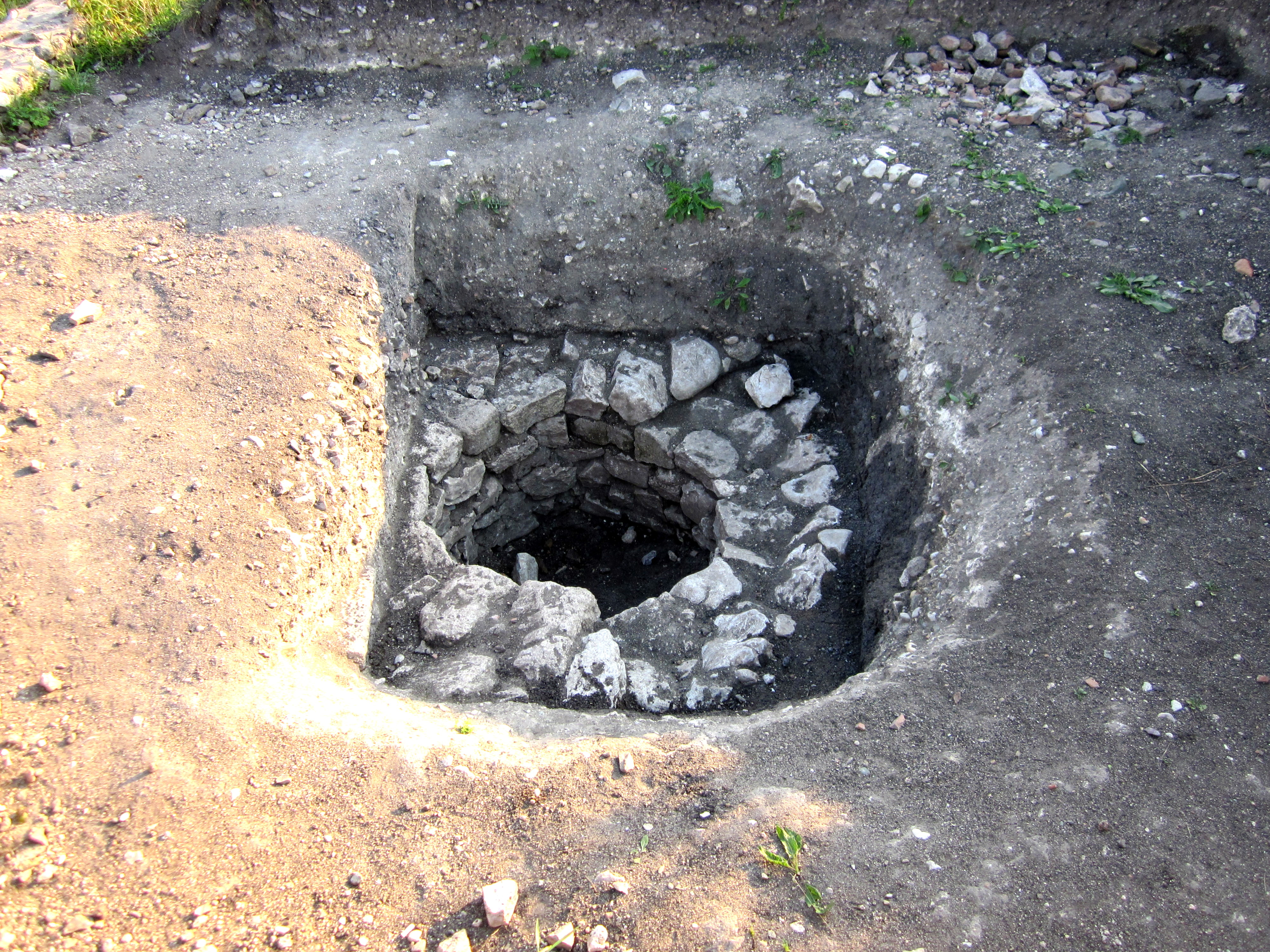
Pozzo
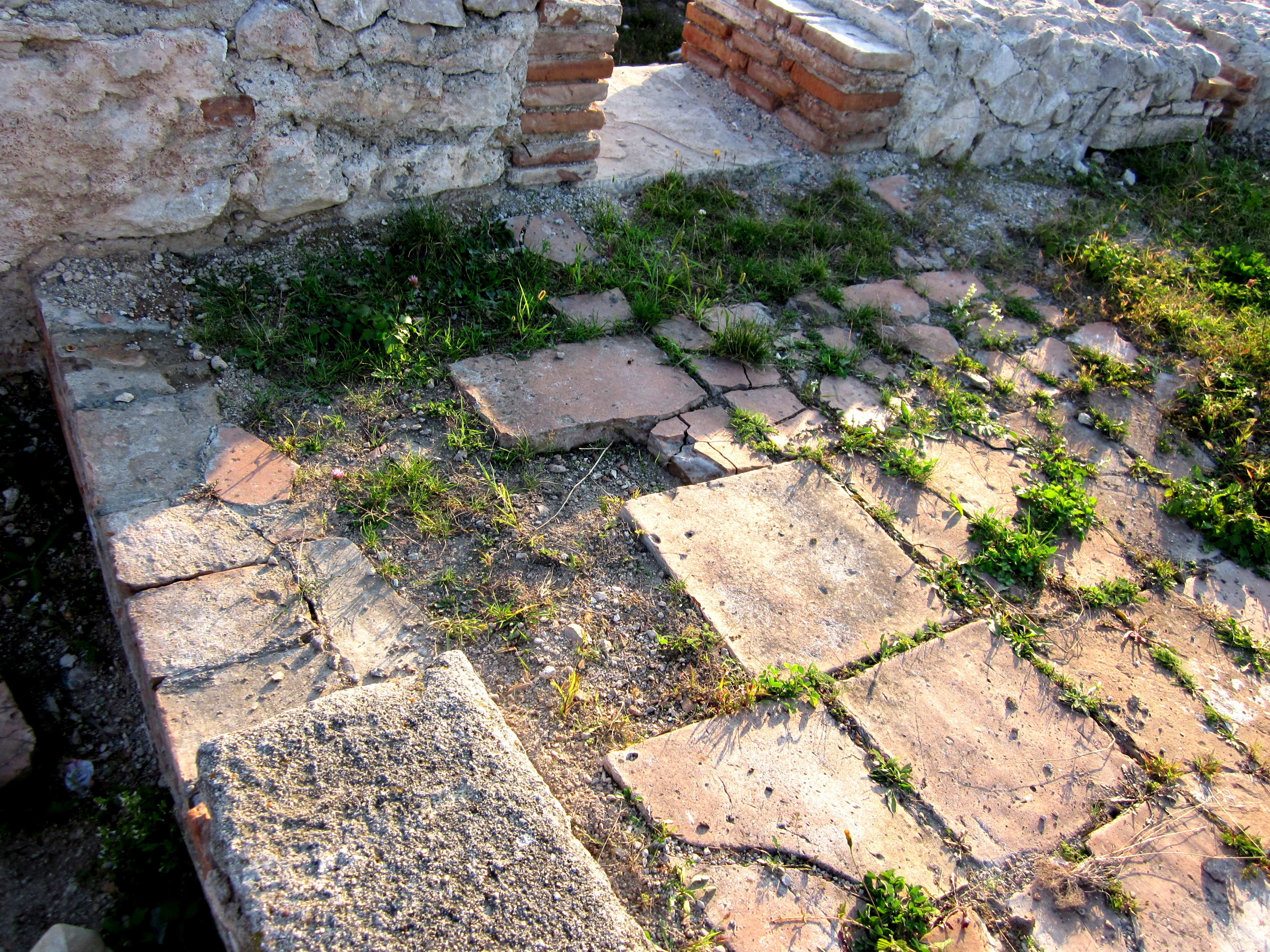
Pavimentazione interna di un edificio
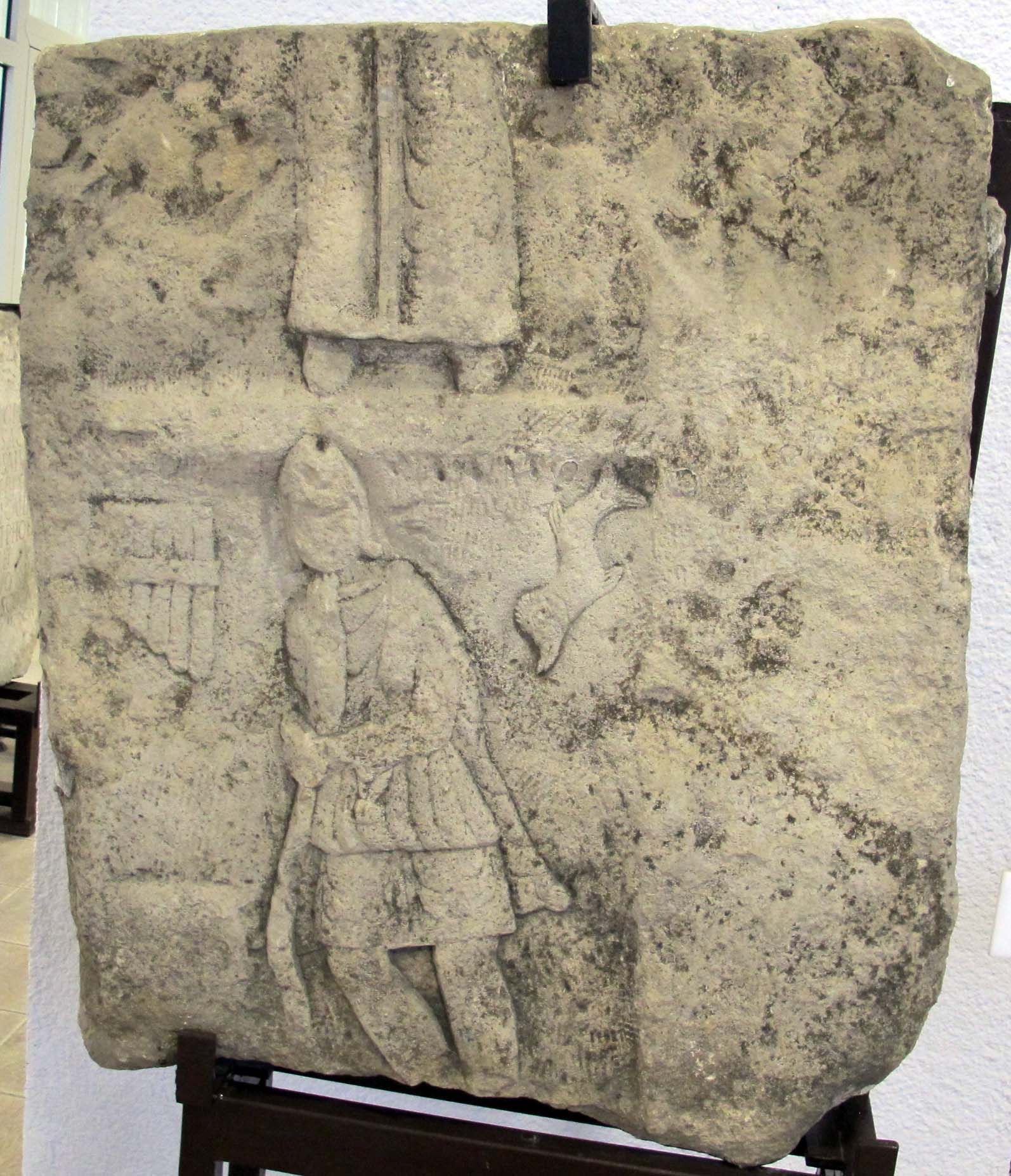
Frammento di edicola
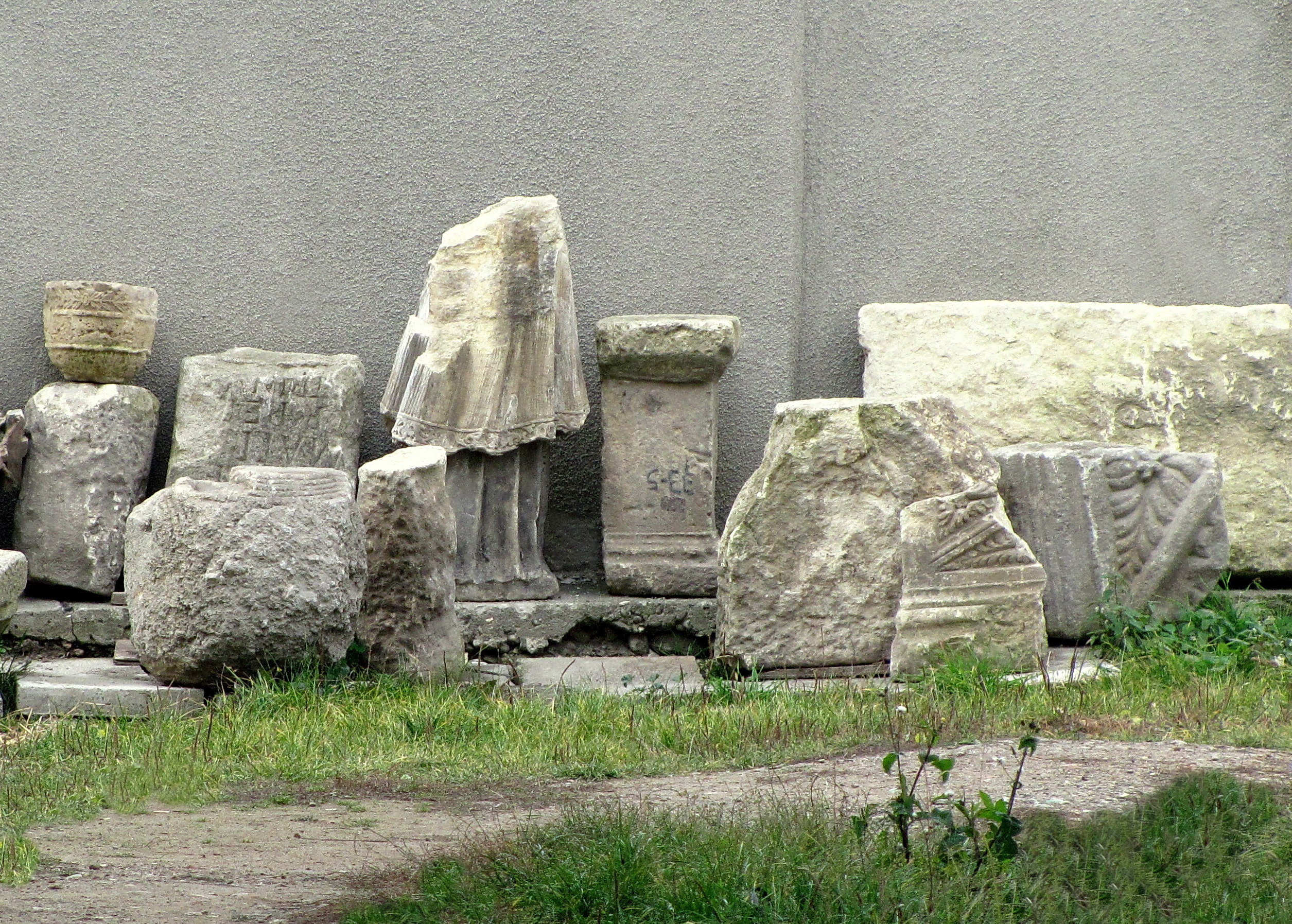
Lapidario del museo
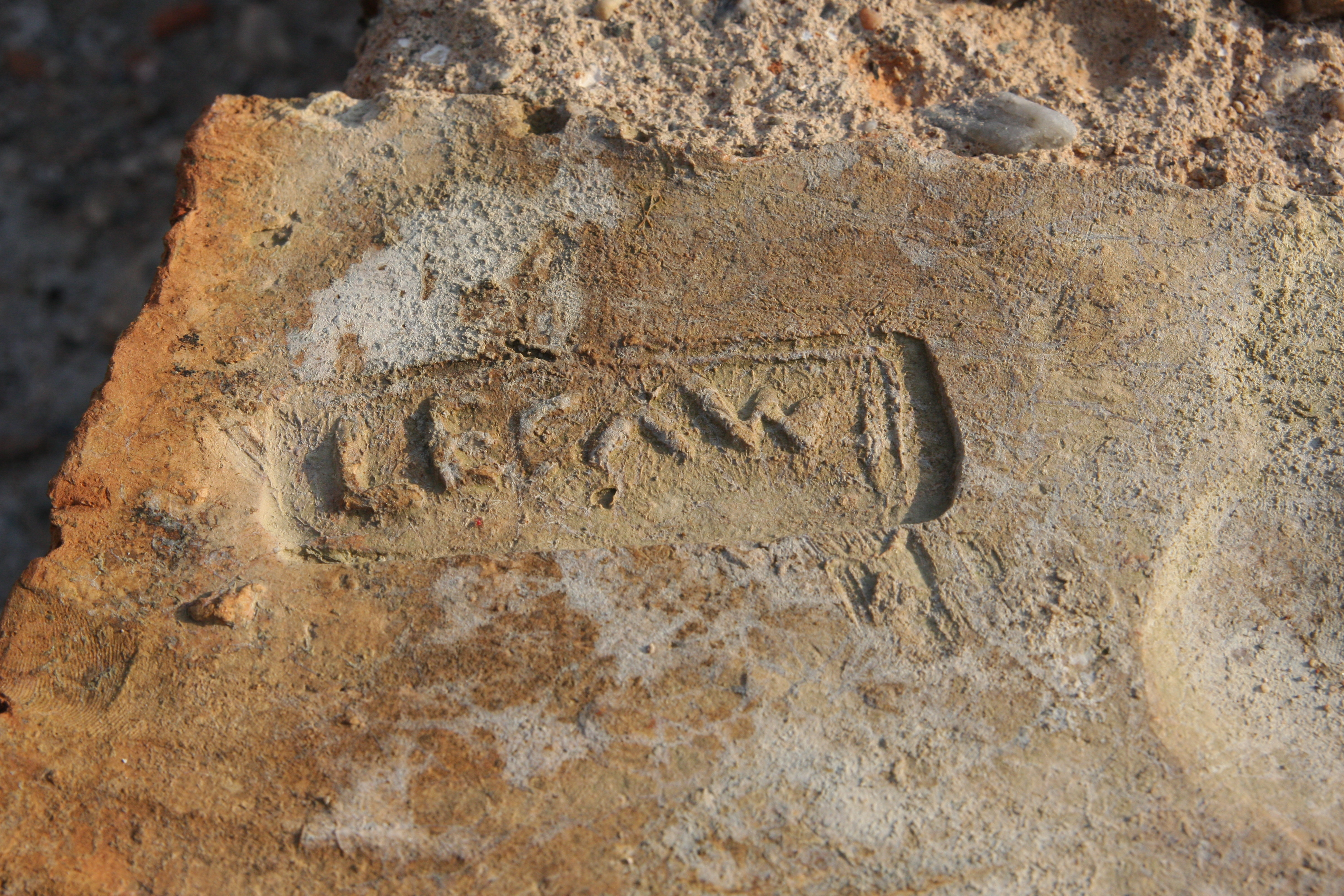
Mattone recante il bollo "LEG V M", ovvero Legio V Macedonica, rinvenuto a Potaissa.
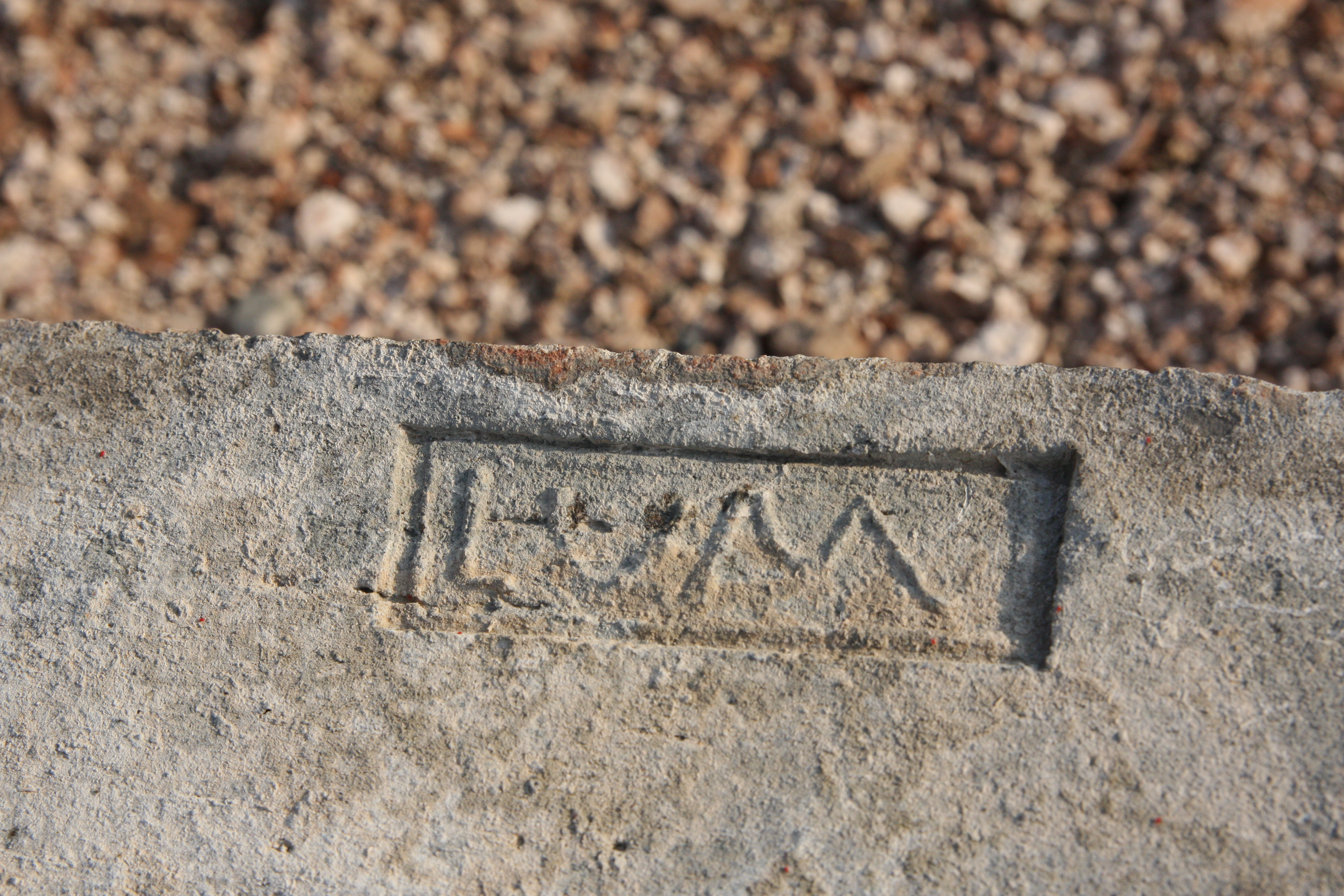
Altro mattone recante il bollo "L V M", ovvero Legio V Macedonica, rinvenuto sempre a Potaissa, sede della legione dal 166 al 274.

### Tra storia e geografia
- Storia della Dacia
- Dacia (regione storica)
- Dacia (provincia romana)
- Ulpia Traiana Sarmizegetusa capitale provinciale oltre a Potaissa, Napoca e Buridava